# Lorenzo Carraro
Lorenzo Carraro (La Spezia, 20 novembre 1953) è un ex cestista italiano.

## Carriera
Ha legato il suo nome alla Reyer Venezia, con la quale alla fine degli anni settanta ha giocato titolare in Serie A, e alla Nazionale italiana, con cui ha vinto un bronzo agli Europei.
Ha segnato un totale di 6.934 punti in Serie A. Nel 1987-88 è stato capocannoniere della Serie B d'Eccellenza con la maglia senese, totalizzando una media di 22,6 punti.
Ha giocato nel 1988 1 anno in serie C a Grosseto convinto dal progetto di "esempio ai giovani" del presidente Piero Presenti

## Palmarès
- Promozione in Serie A1: 3
Reyer Venezia: 1975-76 e 1980-81; Juvecaserta Basket: 1982-83.